# Periana
Periana là một đô thị trong tỉnh Málaga, cộng đồng tự trị Andalusia Tây Ban Nha. Đô thị này có diện tích là 58 ki-lô-mét vuông, dân số năm 2009 là 3611 người với mật độ 62,26 người/km². Đô thị này có cự ly 58 km so với tỉnh lỵ Málaga.